# Wiesweiler
Wiesweiler ist eine Ortsgemeinde im Landkreis Kusel in Rheinland-Pfalz. Sie gehört der Verbandsgemeinde Lauterecken-Wolfstein an.

## Geographie
Wiesweiler liegt am Glan in der Westpfalz. Im Gegensatz zu den Nachbarorten am Glan wurde die Gemeinde nicht an einem einmündenden Seitental, sondern direkt an den Hängen des Glantals angelegt. Im Nordosten befindet sich Lauterecken und südwestlich liegt Offenbach-Hundheim.

## Geschichte
Der Ort entwickelte sich aus den beiden ursprünglich selbständigen Dörfern Berschweiler, östlich des Glans gelegen, und Wiesweiler, auf der Westseite. Sie wurden 1336 als Winsewilre und 1364 als Bernswilre erstmals urkundlich erwähnt. Während Wiesweiler Teil der Grafschaft Veldenz war, gehörte Berschweiler zu den Rheingrafen. Im 15. Jahrhundert wurden die Dörfer vereinigt. 1558 kauft Ludwig Pfalzgraf von Pfalz-Veldenz den Ort.
Im Jahre 1816 kam der Ort zum Fürstentum Lichtenberg, einer neugeschaffenen Exklave des Herzogtums Sachsen-Coburg-Saalfeld beziehungsweise ab 1826 des Herzogtums Sachsen-Coburg und Gotha. Mit diesem fiel er 1834 an Preußen, das aus diesem Gebiet den Landkreis Sankt Wendel schuf. Nach der Abtrennung des Hauptteils an das neugeschaffene Saargebiet entstand 1920 der Restkreis Sankt Wendel-Baumholder, zu dem der Ort bis 1937 gehörte, als er in den Landkreis Birkenfeld eingegliedert wurde. 1969 wurde er in den Landkreis Kusel umgegliedert.

## Politik

### Bürgermeister
Marco Hamann wurde 2024 Ortsbürgermeister von Wiesweiler.
Sein Vorgänger war Ingfried Klahr seit 1994.

## Wirtschaft und Infrastruktur
Durch den Ort verläuft die Bundesstraße 420. Die Glantalbahn im Abschnitt von Wiesweiler ist stillgelegt. Auf ihr findet für Ausflügler ein Draisinenverkehr statt. In Lauterecken ist ein Bahnhof der Lautertalbahn.